# 로미오 산토스
앤서니 산토스(Anthony Santos, 1981년 7월 21일 ~ )는 로미오 산토스(Romeo Santos)라는 이름으로 잘 알려진 미국의 싱어송라이터이다.

## 전기
그의 어머니는 푸에르토 리코이고 그의 아버지는 도미니카 인이다. 그는 영미와 스페인어로 노래를 작곡하고 해석한다.
1990년대 중반, 사촌 Henry와 두 친구와 함께 Los Tinellers라는 밴드를 결성했다 (10대 청소년을 의미하는 앵글로색슨이라는 단어의 발음으로 언급 됨). 1990년대 후반, Los Tinellers는 Aventura로 이름이 변경되었다.
2011년 4월 로미오는 아벤 투라 그룹을 떠나 솔로 경력을 쌓겠다고 발표했다. 2011년 5월 9일, 로미오는 데뷔 앨범 Formula, Flight I에서 첫 싱글 싱글 You를 발매했다.
2013년 로미오는 싱글 프로 포에 스타인데 센테를 발표했는데, 이는 여전히 그의 최대 솔로 성공이다. 그의 데뷔 앨범 "Formula, Vol 2"는 2014년 2월 25일에 발표되었다. 이 앨범은 Drake, Nicki Minaj, Marc Anthony, Carlos Santana 및 Tego Calderón과의 콜라보레이션과 특별 배우 Kevin Hart가 등장한다. Formula Vol.2는 상반기에 베스트셀러 라틴 앨범이 됐다.
로미오는 거의 모든 Aventura의 노래를 작곡했으며 Wisin y Yandel (Noche de Sexo), Thalia (No, no, no), Hector Acosta "El Torito"(Me voy)와 Antony Santos (Matame)가 있다.
2015년에 그는 영화 Fast and Furious 7에서 지휘관으로 출연했다.
2017년 그는 2017년 7월에 발표 된 그의 세 번째 앨범 "Golden"에 포함된 단일 Héroe Favorito를 공개했다.이 앨범은 Juan Luis Guerra, Ozuna, Jessie Reyez, Nicky Jam, Daddy Yankee 및 Julio Iglesias와의 공동 작업을 강조한다.
2019년 그는 바차타의 엘 차발, 프랭크 레예스, 라 울린 로드리게스, 엘비스 마르티네즈, 키코 로드리게스, 테오 도로 레예스, 조 베라 스, 페레이라 자카리 아스, 루이스 바르가스, 몽키 & 안드레이 산토스와 그의 첫 번째 그룹 인 아벤 투라 (Aventura).